# Cuiciuna fumigata
Cuiciuna fumigata är en skalbaggsart som först beskrevs av Ernst Friedrich Germar 1824.  Cuiciuna fumigata ingår i släktet Cuiciuna och familjen långhorningar. Inga underarter finns listade i Catalogue of Life.